# رجب عبدالحی
رجب عبدالحی سعد عبدالرازق عبدالله (عربی: رجب عبد الحي سعد عبد الرازق عبد الله، زاده ۴ مارس ۱۹۹۱)، وزنه‌بردار اهل مصر است. وی در المپیک ۲۰۱۲ (۸۵- کیلوگرم) و المپیک ۲۰۱۶ (۹۴- کیلوگرم)، در جایگاه پنجم ایستاد.  وی در وزن ۹۴ کیلوگرم بازی‌های مدیترانه ۲۰۱۳، موفق به دریافت مدال طلا شد. 